# 出雲国
出雲国（いずものくに）は、かつて日本の地方行政区分だった令制国の一つ。

## 「出雲」の名称と由来
「出雲」という国名は歴史的仮名遣では「いづも」である。古事記（712年）や日本書紀（720年）に「出雲」の表記が見えるほか、須佐之男命が歌を詠む場面では「伊豆毛」（古事記）、「伊弩毛」（日本書紀）といった表記も使用されている。

文字の初見は鰐淵寺が所有する「銅造観世音菩薩立像」の台座に見える「壬辰年(692年)五月出雲国若倭部」の銘文である。また、天平5年（733年）に編纂された『出雲国風土記』の冒頭部分に出雲と名付けられた由来が語られており、これが出雲の由来を記した最古の文献とされている。しかし、風土記では八束水臣津野命（やつかみずおみつぬのみこと）が「八雲立つ」と発したことを出雲と名付けた根拠として記すのみで、出雲と名付けるに至った歴史的経緯については一切の記載がない。このことから定説となるには至っておらず、現在も様々な説が議論されている。

## 「出雲」の語源
古くから出雲の語源を解明しようとする試みがなされている。代表的な解釈として以下のような説がある。

### 厳藻（イツモ）説
昭和の軍人、言語学者である松岡静雄の説。「イツ」は神聖な意を現し、「モ」は「藻」の形容である。即ち海松や黒珊瑚といった装飾品の材料を数多く産出した出雲国の海岸から国名を得たものであると主張した。

### 厳雲（イツモ）説
第82代出雲国造、千家尊統の説。「イツ」は霊威や神威を現し、「モ」とは「モノ」のモである。このモノの観念を表すために雲の漢字を当てたのではないか。このように考えた場合、出雲とは文字通り霊威の国であり神の国という意味になる、と推測している。

### 五面（イツオモ）説
地理学者、藤田元春の説。イツモとは五面（イツオモ）のことでオモとは地域のことを指す。国引き神話において八束水臣津野命が引いてきた土地とされる杵築（きづき）、狭田（さだ）、闇見（くらみ）、三穂（みほ）の四地域と出雲平野を合わせると五面となる。つまり出雲国とはこれらの五つの地域から成り立つ国という意味があると考察した。

### エツモイ説（アイヌ語説）
アイヌ語では岬のことを「エツ」と言い、静かな所もしくは湾港のことを「モイ」と言う。この二つの言葉が合わさってエツモイとなりイツモに変化したとする説。島根半島には十六島（うっぷるい）や恵曇（えとも）といったアイヌ語の語感に近いとされる地名が残されている。また、アイヌ語の権威、金田一京助はアイヌ語で岬のことを「エンムル」と呼ぶためこれがイツモに変化したと見るべきだと主張している。

### 夕つ方説
歴史学者、白鳥庫吉の説。古くから東国はアヅマと呼ばれているがそれは「朝つ方」という意味であり、イツモは「夕つ方」で西という意味になると解釈した。

## 領域
明治維新の直前の領域は、島根県松江市、安来市、雲南市および出雲市の大部分（多伎町神原を除く）、大田市の一部（山口町山口・山口町佐津目）、仁多郡の大部分（奥出雲町八川字三井野を除く）、飯石郡の大部分（飯南町塩谷・井戸谷・畑田を除く）にあたる。

## 沿革

### 古代の沿革
日本神話によれば、神逐された須佐之男命が（日本書紀では息子五十猛神とともに）出雲に降りたって八俣遠呂智を退治し、櫛名田比売命との間に八島士奴美神を生んだ。その5世孫にあたる大国主神が少名毘古那神や大物主神と共に出雲国を開拓した。『出雲国風土記』に須佐社として掲載されている須佐神社が建立され、大国主神を祭神とする出雲大社も建立された。
この律令以前の出雲国の影響力は日本神話の各所に見られ、日本創生の神話の大半が出雲やその周辺の話になることから、その精神的影響力は絶大であったとの見解が主流である。しかし、やがてはヤマト王権に下ることとなり、それが有名な国譲り神話として『日本書紀』などに記されたと考えられる。国譲りの交換条件として建立された出雲大社は、いまだに全国から参拝が絶えない。更には、出雲大社の祭祀を執り行う出雲国造（北島氏、千家氏）は、天照大神の第二子天穂日命の裔孫として、皇室と同等の血統の長さを誇り、この「国造」と言う呼び名も古代律令に用いられていた官職名であることからその歴史の長さを読み取ることが出来る。
崇神天皇60年7月には、天皇が「武日照命（日本書紀）（建比良鳥命（古事記））（天穂日命の子）が天から持って来た神宝が出雲大社に納められているから、それを見たい」と言って献上を命じ、武諸隅（タケモロスミ）を遣わしたところ、飯入根（いいいりね）が、当時の当主で兄の出雲振根に無断で出雲の神宝を献上。出雲振根は飯入根を謀殺するが、朝廷に誅殺されている。『日本書紀』
その後律令制の下では出雲国造の領域を元に、7世紀に設置された。
7世紀末の藤原宮跡や出雲国庁跡出土の木簡から、出雲国では、出雲評・楯縫評・大原評などの存在が知られ、『日本書紀』斉明5年（659年）には「於友郡」がみえるが、編者の潤色で、意宇郡の前身として意宇評がこの時期にはすでに置かれていたことが分かる。
平安期には東部出雲（意宇郡）を朝廷に没収された出雲国造家は今の出雲大社がある西部出雲に中心を確定する。

### 中近世の沿革
鎌倉時代には、承久3年（1221年）6月の承久の乱の功により宇多源氏佐々木氏の佐々木義清が封ぜられて以降、その子・佐々木泰清に引き継がれ、泰清の三男にあたる塩冶氏が代々守護を務めた。出雲守護の武将塩冶高貞は、元弘の乱で後醍醐天皇を助け鎌倉幕府を打倒することに功績があった。
南北朝時代/室町時代初頭には、出雲守護の塩冶高貞は北朝・室町幕府についたが、興国2年/暦応4年（1341年）に初代将軍足利尊氏の弟足利直義から謀反の疑いをかけられて誅殺され、塩冶氏は没落した。しかし、代わりに同族佐々木氏でもより嫡流に近い京極氏が出雲守護として入り、室町時代も引き続き宇多源氏佐々木氏による支配が続いた。
東部出雲は荘園守護の管轄下となり、戦国時代には、月山富田城（現：安来市広瀬町富田）を中心とし製鉄を支配し雲伯地方を押さえた戦国大名尼子氏を生み出すこととなる。
江戸期に入ると、松江藩が設置され東部出雲は松江、西部出雲は出雲国造の影響下に入ることとなる。更には、松江藩傘下の東部では明治期に見られた廃仏毀釈の逆の影響が認められたりもする。つまり上古より同じ出雲でも、東西の主権が別々の歴史的見解を残すため、出雲の歴史はわかりづらいものとなっているとの指摘がある。
伝統産業であった製鉄で財を成した出雲三名家（田部家、桜井家、絲原家）は、現在も島根県下の実力者である。

### 近世以降の沿革
- 「旧高旧領取調帳データベース」に記載されている明治初年時点での国内の支配は以下の通り[注釈 3]（504村・304,726石余）。太字は当該郡内に藩庁が所在。
  - 島根郡（51村・26,930石余） - 松江藩
  - 秋鹿郡（20村・11,308石余） - 松江藩
  - 楯縫郡（23村・15,835石余） - 松江藩
  - 出雲郡（19村・23,437石余） - 松江藩
  - 神門郡（93村・75,195石余） - 松江藩、広瀬藩
  - 飯石郡（53村・23,724石余） - 松江藩、広瀬藩
  - 仁多郡（72村・21,557石余） - 松江藩
  - 大原郡（58村・26,844石余） - 松江藩
  - 能義郡（77村・45,591石余） - 松江藩、広瀬藩、母里藩
  - 意宇郡（38村・34,299石余） - 松江藩、広瀬藩
- 明治4年
  - 7月14日（1871年8月29日） - 廃藩置県により松江県、広瀬県、母里県の管轄となる。
  - 11月15日（1871年12月26日） - 第1次府県統合により、全域が島根県の管轄となる。

## 国内の施設

### 国府
『和名抄』によれば国府は意宇郡にあり、松江市大草町に国府跡が発掘され公開されている（かつては現在の阿太加夜神社（松江市東出雲町出雲郷）周辺という説もあった）。『出雲風土記』に意宇郡家や黒田駅家と同所だと記され、松江市大草町の六所神社周辺が国庁跡とされている。発掘調査で、多数の掘立柱建物跡、「大原評□磯部安□」と記された木簡、「駅」・「少目」などと記された墨書土器、硯・分銅・瓦などが出土した。建物遺構は7世紀後半から9世紀にかけて六時期の変遷が認められ、7世紀後半まで溯る国庁のもっとも古い例の一つだとされている。

### 国分寺・国分尼寺
出雲国分寺跡
国府跡北東の松江市竹矢町に存在する遺跡から南門・中門・金堂・講堂・僧坊などの遺構が発見され、東大寺式伽藍配置であることが判明した。
尼寺跡は国分寺跡の東にあり、建物の礎石や築地が設置されていたであろう跡、溝などの遺構が検出されている。

### 神社
延喜式内社
『延喜式神名帳』には、大社2座2社・小社185座の計187座が記載されている。大社2社は以下に示すもので、いずれも名神大社である。出雲国の式内社一覧を参照。
- 意宇郡 熊野坐神社 （現 熊野大社、松江市八雲町熊野）
- 出雲郡 杵築大社 （現 出雲大社、出雲市大社町杵築東）

総社・一宮以下
- 総社 六所神社 （松江市大草町）
- 一宮 出雲大社 - 古代には熊野大社の方が上位で一宮とされていたが、中世に逆転し、出雲大社が一宮とされるようになった。
- 二宮以下は存在しないとする説もあるが、佐太神社（松江市鹿島町佐陀宮内）が二宮を名乗っている。

10月の異称の「神無月」は、その宛字から「神がいない月」と解釈され、全国の八百万の神々がこの月に出雲に集結し、縁結びなどの会議（神議り）をするという伝承がある。これは中世以降、出雲大社の御師が全国に広めた説であるが、現在でも出雲では10月を「神在月」と呼び、出雲大社ほかいくつかの神社では旧暦10月10日ごろに神を迎える祭、その1週間後に神を送り出す祭が行われる。

## 地域

### 郡
- 意宇郡 ｢おうぐん｣と読む。初期には｢いう｣とも発音された。
- 能義郡 ｢のぎぐん｣と読む。意宇郡から分かれて成立した。
- 島根郡 ｢しまねぐん｣と読む。
- 秋鹿郡 ｢あいかぐん｣と読む。
- 楯縫郡 ｢たでぬいぐん｣と読む。
- 出雲郡 ｢いずもぐん｣と読む。中世には｢出東郡（しゅっとうぐん）｣と書かれた。
- 神門郡 ｢かんどぐん｣と読む。
- 飯石郡 ｢いいしぐん｣と読む。古くは｢いひし｣と表記。
- 仁多郡 ｢にたぐん｣と読む。
- 大原郡 ｢おおはらぐん｣と読む。

### 江戸時代の藩
- 松江藩、堀尾家（24万石）→京極家（24万石）→越前松平家（18.6万石）
- 広瀬藩（松平松江藩支藩、3万石→1万5千石→2万石→3万石）
- 母里藩（松平松江藩支藩、1万石）
- 松江新田藩（松平松江藩支藩、1万石）→本藩に戻る

## 人物

### 国司

#### 出雲守
- 忌部子人：和銅3年（710年）任官
- 船秦勝：霊亀2年（716年）任官
- 百済王敬福：天平宝字元年（757年）任官
- 藤原清縄：弘仁3年（812年）任官
- 凡河内広恒：延喜14年（914年）任官
- 内蔵時景：承平6年（936年）任官
- 十市有象：天暦2年（948年）任官
- 浅井守行：天徳元年（957年）任官
- 多治文正：天徳2年（958年）任官
- 橘秦胤：応和2年（962年）任官
- 藤原登任：1015年頃
- 藤原成親：治安3年（1022年）任官
- 橘孝親：万寿2年（1025年）任官
- 大中臣頼宣：天喜元年（1053年）任官
- 藤原章俊：治暦元年（1065年）任官
- 藤原宗実：治暦3年（1067年）任官
- 源経仲：承暦元年（1077年）任官
- 高階重仲：寛治六年（1092年）任官
- 藤原忠清：承徳元年（1097年）任官
- 藤原家保：長治元年（1104年）任官
- 藤原顕頼：天仁元年（1108年）任官
- 藤原隆頼：永久二年（1114年）任官
- 藤原憲方：保安二年（1121年）任官
- 藤原経陸：大治三年（1128年）任官
- 源光保：久寿元年（1154年）任官
- 佐々木義清：嘉禄元年（1225年）任官

### 守護

#### 鎌倉幕府
- 安達親長（1190年 - 1199年）
- 不明（1199年 - 1225年）
- 佐々木義清（1225年 - 1233年）
- 佐々木政義（1233年 - 1248年）
- 佐々木泰清（1248年 - 1278年）
- 塩冶頼泰（1284年 - 1288年）
- 塩冶貞清（1303年 - 1326年）
- 塩冶高貞（1326年 - 1336年）

#### 室町幕府
- 塩冶高貞（1336年 - 1341年）
- 山名時氏（1341年 - 1343年）
- 京極高氏（1343年 - 1349年）
- 山名時氏（1349年 - 1352年）
- 京極高氏（1352年 - 1365年）
- 不明（1365年 - 1366年）
- 京極高氏（1366年 - 1368年）
- 京極高秀（1368年 - 1379年）
- 山名義幸（1379年 - 1385年）
- 山名満幸（1385年 - 1391年）
- 不明（1391年 - 1392年）
- 京極高詮（1392年 - 1401年）
- 京極高光（1401年 - 1413年）
- 京極持高（1413年 - 1439年）
- 京極高数（1439年 - 1441年）
- 京極持清（1441年 - 1470年）
- 京極孫童子丸（1470年 - 1471年）
- 京極乙童子丸（1472年 - 1473年）
- 京極政経（1473年 - 1508年）
- 京極吉童子丸（1508年 - 1551年以前）
- 尼子晴久（1551年 - 1560年）
- 尼子義久（1560年 - 1566年）

### 国人
- 塩冶氏 - 佐々木氏庶流。室町幕府奉公衆。
- 三沢氏 - 西遷御家人。本姓飯嶋氏。
- 三刀屋氏 - 西遷御家人。満快流信濃源氏。
- 赤穴氏 - 石見佐波氏派生。
- 神西氏
- 宍道氏
- 末次氏
- 大西氏
- 湯原氏
- 牛尾氏
- 米原氏

### 戦国大名
- 尼子氏
- 毛利氏

### 織豊大名
- 毛利輝元

### 武家官位の出雲守

#### 江戸時代以前
- 石川数正：戦国時代から安土桃山時代にかけての武将・大名
- 吉田重賢：戦国時代の武将・弓術家。近世弓術の主流となった吉田流（日置流）弓術の祖

#### 江戸時代
- 丹波柏原藩織田家
  - 織田信朝：第2代藩主
  - 織田信憑：第4代藩主
  - 織田信貞：第7代藩主
  - 織田信敬：第8代藩主
  - 織田信親：第10代藩主、柏原藩知事
- 伊予新谷藩加藤家
  - 加藤泰觚：第2代藩主
  - 加藤泰賢：第6代藩主
  - 加藤泰令：第9代藩主。新谷藩知事
- 飛騨高山藩金森家
  - 金森可重：第2代藩主
  - 金森重頼：第3代藩主
  - 金森頼旹：第6代藩主
- 筑後三池藩立花家
  - 立花貫長：第4代藩主
  - 立花種周：第6代藩主
  - 立花種恭：陸奥下手渡藩第3代藩主、三池藩再封初代藩主
- 越後新発田藩溝口家
  - 溝口宣直：第3代藩主
  - 溝口直温：第7代藩主
  - 溝口直侯：第9代藩主
- その他
  - 池田長常：備中松山藩第2代藩主
  - 板倉重泰：陸奥福島藩第2代藩主
  - 大岡忠光：上総勝浦藩主、武蔵岩槻藩初代藩主。第9代将軍徳川家重の側近
  - 大久保教義：相模荻野山中藩第3代藩主
  - 大田原友清：下野大田原藩第8代藩主
  - 大田原広清：大田原藩第12代藩主
  - 織田信武：大和宇陀松山藩第4代藩主
  - 久世広周：下総関宿藩第7代藩主
  - 久世広文：関宿藩第8代藩主
  - 久留島通同：豊後森藩第7代藩主
  - 津軽承保：陸奥黒石藩第3代藩主
  - 戸田忠位：下野足利藩第3代藩主
  - 堀直旧：越後椎谷藩第4代藩主
  - 堀之敏：椎谷藩第12代藩主
  - 堀尾忠氏：出雲松江藩第2代藩主
  - 本多忠朝：上総大多喜藩第2代藩主
  - 本多政利：大和郡山藩、播磨明石藩、陸奥大久保藩主
  - 松平勝隆：上総佐貫藩初代藩主
  - 松平重治：佐貫藩第2代藩主
  - 松平斉恒：松江藩第8代藩主
  - 松平定安：松江藩第10代藩主
  - 松平直春：越後糸魚川藩第6代藩主
  - 松平義昌：陸奥梁川藩初代藩主
  - 松平義方：梁川藩第2代藩主
  - 森忠興：播磨赤穂藩第6代藩主

## 出雲国の合戦
- 1107年 - 1108年：源義親の乱、追討軍（平正盛） x 源義親
- 1542年：第一次月山富田城の戦い、尼子晴久（約20,000人の軍勢） x 大内義隆・毛利元就（戦力不明）
- 1562年 - 1563年：白鹿城の戦い、毛利（毛利元就、吉川元春、小早川隆景等20,000人の軍勢） x 尼子（尼子倫久等12,000人の軍勢）

1565年 - 1565年：第二次月山富田城の戦い、毛利（毛利元就、吉川元春、小早川隆景等35,000人の軍勢） x 尼子（尼子義久、尼子倫久、尼子秀久等10,000人の軍勢）
- 1570年：布部山の戦い、毛利（毛利輝元、吉川元春、小早川隆景等13,020人の軍勢） x 尼子旧臣（尼子勝久、山中幸盛、立原久綱等6,800人の軍勢）

## 出雲国の戦国大名
- 尼子経久
- 尼子晴久
- 尼子義久